# World Football Challenge
Giải bóng đá World Football Challenge là giải bóng đá quốc tế giao hữu mùa hè giữa các câu lạc bộ bóng đá đến từ châu Âu và Bắc Mỹ diễn ra từ năm 2009 đến năm 2012, trước khi bị thay thế bởi giải đấu International Champions Cup vào mùa hè năm 2013.

## Lịch sử
Giải bóng đá World Football Challenge 2009 là giải bóng đá đầu tiên được tổ chức, Đội bóng Chelsea từ giải Premier League tại Quốc gia Anh, América từ giải Primera División de México tại México, Internazionale và AC Milan từ giải Serie A tại Ý. Chelsea là nhà vô địch năm 2009.
Giải bóng đá World Football Challenge 2011 được tổ chức vào tháng 7 và tháng 8 năm 2011. Nó bao gồm 13 đội bóng với 14 trận đấu trên khắp nước Hoa Kỳ và Canada. Giải đấu được mở rộng số lượng đội bóng nhiều hơn so với năm 2009 trong đó có 5 đội từ giải bóng đá nhà nghề Mỹ. Real Madrid giành chiến thắng tại giải World Football Challenge winners 2011 với 17 điểm trong khi đó Manchester United đoạt ngôi vị trí Á quân cũng 17 điểm nhưng kém hiệu số bàn thắng bại. Các đội đến từ châu Âu cũng tham dự giải năm 2011 đó là Juventus, Barcelona, Manchester City và Sporting CP.
Tại giải World Football Challenge 2012 được tổ chức với tại 7 sân vận động tại Hoa Kỳ và một sân vận động tại Canada]] vào tháng 7 và tháng 8 năm 2012. Các đội bóng quy tụ từ Liên đoàn bóng đá UEFA và CONCACAF. Real Madrid đã chơi hầu hết các trận đấu với thành tích bất bại.
Vào tháng 15 tháng 4 năm 2013, World Football Challenge ngừng hoạt động và phải thay thế bằng giải International Champions Cup và Pepsi world challenge cup.

## Các nhà vô địch
| Mùa bóng | Nhà vô địch          | Quốc gia             | Á quân               | Quốc gia             | Hạng ba              | Quốc gia             |
| -------- | -------------------- | -------------------- | -------------------- | -------------------- | -------------------- | -------------------- |
| 2009     | Chelsea F.C.         | England              | América              | Mexico               | Internazionale       | Italy                |
| 2011     | Real Madrid          | Tây Ban Nha          | Manchester United    | England              | Manchester City      | England              |
| 2012     | Không có nhà vô địch | Không có nhà vô địch | Không có nhà vô địch | Không có nhà vô địch | Không có nhà vô địch | Không có nhà vô địch |